# Prosodia en sánscrito
La prosodia en sánscrito o Chandas es uno de los seis Vedangas o ramas de los estudios védicos. Es el estudio de la métrica poética y el verso en sánscrito.  Este campo de estudio fue fundamental para la composición de los Vedas, los cánones escriturales del hinduismo, tan central que algunos textos hindúes y budistas posteriores se refieren a los Vedas como Chandas.
Los Chandas, desarrollados por las escuelas védicas, se organizaron alrededor de siete métricas principales, y cada uno tenía su propio ritmo, movimientos y estética. Las métricas sánscritas incluyen aquellas basadas en un número fijo de sílabas por verso y aquellas basadas en un número fijo de moras por verso.
Manuales antiguos existentes sobre los Chandas incluyen el Chandaḥ Sutra  de Pingala, mientras que un ejemplo de un manual de prosodia medieval en sánscrito es el Vrittaratnakara de Kedara Bhatta. Las compilaciones más exhaustivas de prosodia en sánscrito describen más de 600 métricas. Este es un repertorio sustancialmente más grande que en cualquier otra tradición métrica.